# Albizia leonardii
Albizia leonardii es una especie botánica de árbol leguminosa en la familia de las Fabaceae.
Es endémica del oeste de la isla de La Española (Haití).

## Taxonomía
Albizia leonardii fue descrita por Britton & Rose ex Barneby & J.W.Grimes  y publicado en Memoirs of the New York Botanical Garden 74(1): 216–217. 1996.
Etimología
albizia: nombre genérico dedicado a Filippo del Albizzi, naturalista italiano del siglo XVIII que fue el primero en introducirla en Europa en el año 1740 desde Constantinopla.
leonardii: epíteto